# Salpis falcata
Salpis falcata là một loài bướm đêm trong họ Geometridae.